# Fannichs
Die Fannichs, auch The Fannichs, schottisch-gälisch Fan(n)aichs, sind eine Berggruppe der schottischen Highlands. Selten werden sie auch als Ross-shire Alps („Rossshire-Alpen“) bezeichnet. Die Fannichs bilden seit 2005 eine Site of Special Scientific Interest, die 10.907 ha umfasst. Das geschützte Areal umfasst den Mittelteil der Bergkette. Annähernd deckungsgleich, jedoch etwas kleiner, ist die Special Area of Conservation Fannich Hills.

## Geographie
Die Fannichs liegen in einer weitgehend unbesiedelten Region der Council Area Highland beziehungsweise der traditionellen Grafschaften Ross-shire und Cromartyshire. Die nächstgelegene größere Ortschaft ist das rund 25 Kilometer nordwestlich am Meeresarm Loch Broom gelegene Ullapool. Inverness, die Hauptstadt von Highland, ist rund 50 Kilometer südöstlich gelegen.
Die Berggruppe erstreckt sich von Westen nach Osten auf einer Länge von rund 13 Kilometern. Sie besteht aus neun als Munro eingestuften Bergen und weiteren Gipfeln, von denen der im Zentrum gelegene Sgùrr Mòr mit einer Höhe von 1109 Metern der höchste ist. Vor der Südflanke erstreckt sich der rund zehn Kilometer lange Loch Fannich. Ebenfalls zu den Munros der Fannichs gezählt wird der 933 Meter hohe Fionn Bheinn, der isoliert südlich von Loch Fannich liegt. Der kleinere Loch a’ Bhraoin liegt vor der Nordwestflanke, während die Stauseen Loch Droma und der größere Loch Glascarnoch vor der Nordostflanke gelegen sind.

### Munros der Fannichs

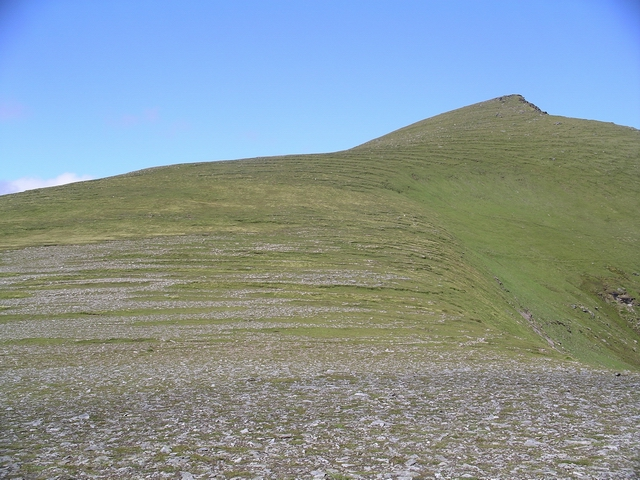
Solifluktionsstufen am Südhang des Sgùrr Mòr

| Name                      | Höhe   | Lage                |
| ------------------------- | ------ | ------------------- |
| Sgùrr Mòr                 | 1109 m | 57° 42′ N, 5° 1′ W  |
| Sgùrr nan Clach Geala     | 1093 m | 57° 42′ N, 5° 3′ W  |
| Sgùrr Breac               | 999 m  | 57° 42′ N, 5° 5′ W  |
| A’ Chailleach             | 997 m  | 57° 42′ N, 5° 8′ W  |
| Beinn Liath Mhòr Fannaich | 954 m  | 57° 42′ N, 4° 59′ W |
| Meall Gorm                | 949 m  | 57° 41′ N, 4° 59′ W |
| Meall a’ Chrasgaidh       | 934 m  | 57° 43′ N, 5° 3′ W  |
| Fionn Bheinn              | 933 m  | 57° 37′ N, 5° 6′ W  |
| An Coileachan             | 924 m  | 57° 40′ N, 4° 57′ W |
| Sgùrr nan Each            | 923 m  | 57° 41′ N, 5° 3′ W  |

## Geologie
Die Fannichs gehören zur Moine Supergroup. Die Entstehung des metamorphen Gesteins der Fannichs auf Lewisian Gneiss begann vor 1 Mrd. Jahren. Südlich der Moine Thrust gelegen, kam es vor 450 Mio. Jahren zu einer Überschiebung, wodurch ältere Gesteinsschichten aus östlicher Richtung über jüngere geschoben wurden. Dies ist beispielsweise an Abbruchkanten gut erkennbar. Die Untersuchung der Fannichs half die geologischen Vorgänge der nördlichen Highlands nachzuvollziehen. Die Solifluktionsstufen am Südhang des Sgùrr Mòr gelten als die vielleicht bedeutendsten des Vereinigten Königreichs.

## Infrastruktur
Die Fannichs sind unbesiedelt, weshalb die gesamte Berggruppe über keinerlei Verkehrsinfrastruktur verfügt. Nördlich verläuft die nahe Inverness beginnende und nach Ullapool führende A835. Von dieser zweigt auf Höhe der Fannichs die A832 ab, welche die Nordwestflanke touchiert, über Aultbea und Poolewe die Küste anbindet und südlich von Loch Fannich zurück zur A835 geführt wird. Der heute als Teil der Kyle of Lochalsh Line betriebene Bahnhaltepunkt Achanalt befindet sich südlich von Loch Fannich. Er wurde im Zuge der Errichtung der Dingwall and Skye Railway im Jahre 1870 eröffnet.